# Cristina Carlotta di Württemberg
Cristina Carlotta di Württemberg (Stoccarda, 21 ottobre 1645 – Bruchhausen-Vilsen, 16 maggio 1699) era figlia di Eberardo III, duca di Württemberg dal 1628 al 1674, e di Anna Caterina Dorotea di Salm-Kyrburg.

## Biografia
Venne data in sposa a Giorgio Cristiano della Frisia orientale, conte della Frisia orientale dal 1660; le nozze vennero celebrate a Stoccarda il 14 maggio 1662.
Cristina Carlotta riuscì in tre anni di matrimonio a mettere al mondo tre figli.
Alla morte di suo marito, avvenuta il 6 giugno 1665, Cristina Carlotta era incinta per la terza volta e l'anno precedente aveva perso la primogenita Eberardina Caterina e dato alla luce una seconda bambina, Giuliana Carlotta.
Quattro mesi dopo diede esser rimasta vedova, diede alla luce un maschio, Cristiano Eberardo, che assunse così il titolo del padre che non aveva potuto conoscere. Fino all'età adulta, che avvenne nel 1690, toccò a Cristina Carlotta mantenere la reggenza.

## Discendenza
Giorgio Cristiano e Cristina Carlotta ebbero tre figli:
- Eberardina Caterina (25 marzo 1663-10 luglio 1664);
- Giuliana Carlotta (3 gennaio 1664-3 giugno 1666);
- Cristiano Eberardo I (1º ottobre 1665-30 giugno 1708).

## Ascendenza
|                                       |   |                                        | Genitori                        |  |  | Nonni |  |  | Bisnonni                  |  |  | Trisnonni                           |  |
|                                       |   |                                        |                                 |  |  |       |  |  | Federico I di Württemberg |  |  | Giorgio I di Württemberg-Mömpelgard |  |
|                                       |   |                                        |                                 |  |  |       |  |  | Federico I di Württemberg |  |  | Giorgio I di Württemberg-Mömpelgard |  |
|                                       |   | Barbara d'Assia                        |                                 |  |  |       |  |  | Federico I di Württemberg |  |  |                                     |  |
| Giovanni Federico di Württemberg      |   |                                        |                                 |  |  |       |  |  | Federico I di Württemberg |  |  |                                     |  |
|                                       |   | Sibilla di Anhalt                      | Gioacchino Ernesto di Anhalt    |  |  |       |  |  |                           |  |  |                                     |  |
|                                       |   | Sibilla di Anhalt                      | Gioacchino Ernesto di Anhalt    |  |  |       |  |  |                           |  |  |                                     |  |
|                                       |   | Sibilla di Anhalt                      | Agnese di Barby-Mühlingen       |  |  |       |  |  |                           |  |  |                                     |  |
| Eberardo III di Württemberg           |   | Sibilla di Anhalt                      |                                 |  |  |       |  |  |                           |  |  |                                     |  |
|                                       |   | Gioacchino III Federico di Brandeburgo | Giovanni Giorgio di Brandeburgo |  |  |       |  |  |                           |  |  |                                     |  |
|                                       |   | Gioacchino III Federico di Brandeburgo | Giovanni Giorgio di Brandeburgo |  |  |       |  |  |                           |  |  |                                     |  |
|                                       |   | Gioacchino III Federico di Brandeburgo | Sofia di Legnica                |  |  |       |  |  |                           |  |  |                                     |  |
| Barbara Sofia di Brandeburgo          |   | Gioacchino III Federico di Brandeburgo |                                 |  |  |       |  |  |                           |  |  |                                     |  |
|                                       |   | Caterina di Brandeburgo-Küstrin        | Giovanni di Brandeburgo-Küstrin |  |  |       |  |  |                           |  |  |                                     |  |
|                                       |   | Caterina di Brandeburgo-Küstrin        | Giovanni di Brandeburgo-Küstrin |  |  |       |  |  |                           |  |  |                                     |  |
|                                       |   | Caterina di Brandeburgo-Küstrin        | Caterina di Brunswick-Lüneburg  |  |  |       |  |  |                           |  |  |                                     |  |
| Cristina Carlotta di Württemberg      |   | Caterina di Brandeburgo-Küstrin        |                                 |  |  |       |  |  |                           |  |  |                                     |  |
|                                       | … | …                                      |                                 |  |  |       |  |  |                           |  |  |                                     |  |
|                                       | … | …                                      |                                 |  |  |       |  |  |                           |  |  |                                     |  |
|                                       | … | …                                      |                                 |  |  |       |  |  |                           |  |  |                                     |  |
| Giovanni Casimiro di Salm-Kyrburg     | … |                                        |                                 |  |  |       |  |  |                           |  |  |                                     |  |
|                                       |   | …                                      | …                               |  |  |       |  |  |                           |  |  |                                     |  |
|                                       |   | …                                      | …                               |  |  |       |  |  |                           |  |  |                                     |  |
|                                       |   | …                                      | …                               |  |  |       |  |  |                           |  |  |                                     |  |
| Anna Caterina Dorotea di Salm-Kyrburg |   | …                                      |                                 |  |  |       |  |  |                           |  |  |                                     |  |
|                                       |   | …                                      | …                               |  |  |       |  |  |                           |  |  |                                     |  |
|                                       |   | …                                      | …                               |  |  |       |  |  |                           |  |  |                                     |  |
|                                       |   | …                                      | …                               |  |  |       |  |  |                           |  |  |                                     |  |
| Dorotea di Solms-Laubach              |   | …                                      |                                 |  |  |       |  |  |                           |  |  |                                     |  |
|                                       |   | …                                      | …                               |  |  |       |  |  |                           |  |  |                                     |  |
|                                       |   | …                                      | …                               |  |  |       |  |  |                           |  |  |                                     |  |
|                                       |   | …                                      | …                               |  |  |       |  |  |                           |  |  |                                     |  |
|                                       |   | …                                      |                                 |  |  |       |  |  |                           |  |  |                                     |  |